# 大卫拉土蛛
大卫拉土蛛（学名：Latouchia dividi）为螲蟷科拉土蛛属的动物。在中国大陆，分布于西藏等地，生活习性为穴居。